# Bisdom Zela
Het bisdom Zela was een orthodox-christelijk bisdom (5e - 7e eeuw) in het Oost-Romeinse Rijk.

## Oost-Romeins bisdom

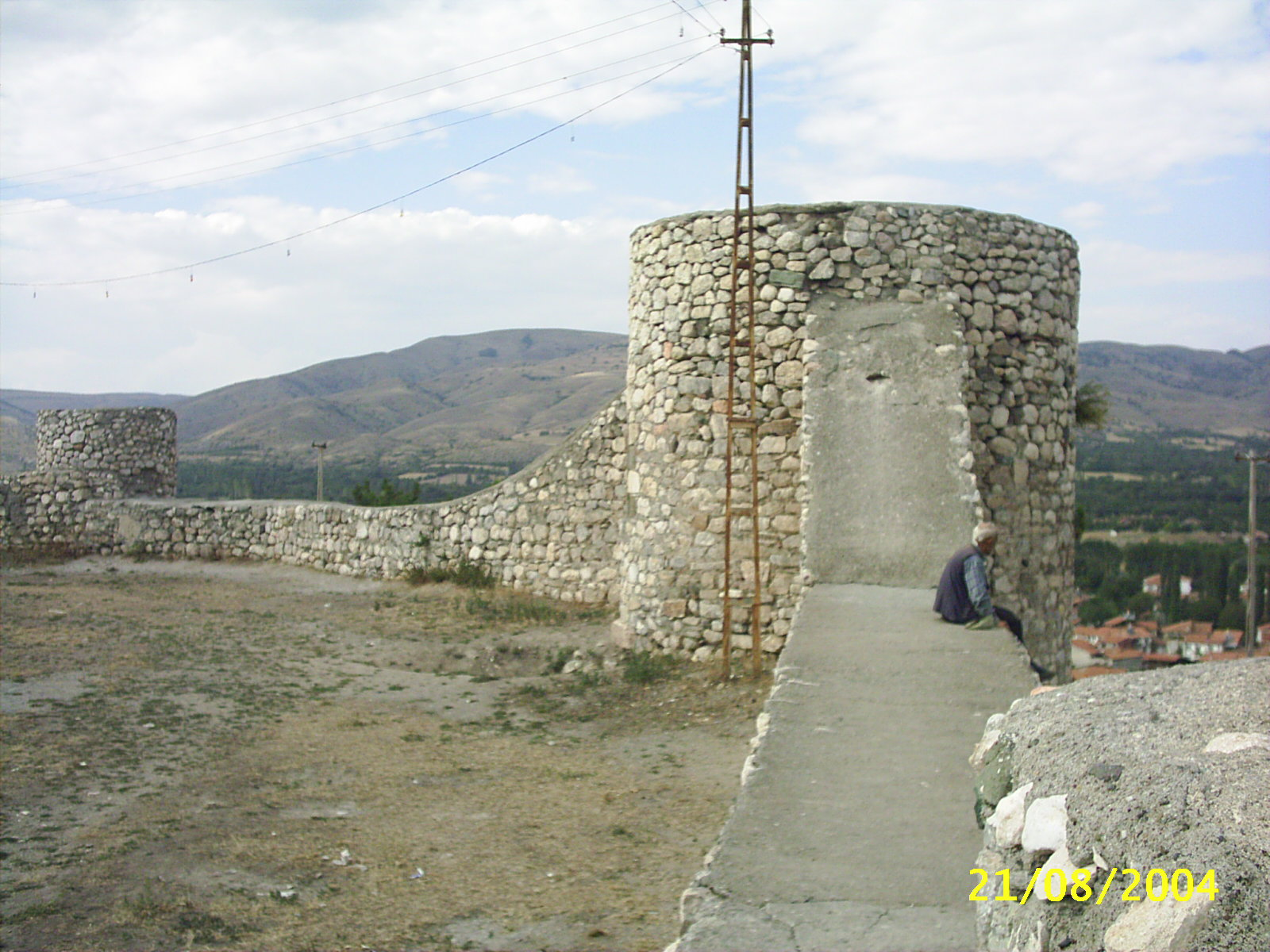
Zela vandaag: Zile in Turkije.

Het bisdom Zela had haar bisschopszetel in de stad Zela of Zila; vandaag is dit de stad Zile in het district Zile in Turkije. Het is een oude stad met een geschiedenis die teruggaat tot 1900 v.Chr., ten tijde van het Assyrische Rijk. De Romeinen hadden Zela onthouden als de overwinning van zowel Triarius als Julius Caesar op het koninkrijk Pontus (zie: Slag bij Zela; 1e eeuw v.Chr.).
Voor de Romeinen was Zela sindsdien een provinciestad in de Oost-Romeinse provincie Helenopontus. Helenopontus was de naam die keizer Constantijn de Grote gaf aan de provincie Pontus en Bithynia, als eerbetoon aan zijn moeder Helena van Constantinopel. Via het Edict van Milaan (313) liet Constantijn toe dat christenen bisdommen oprichtten in heel zijn rijk. Het duurde tot de 4e eeuw eer het bisdom Zela werd opgericht. Zela was een suffragaanbisdom van het aartsbisdom Amaseia, een van de Romeinse metropolen van Pontus. Naast ariaanse christenen in Zela kende het bisdom 5 orthodoxe bisschoppen:
- Heraclius
- Atticus
- Iperechius
- Gregorius
- Constantinus
- Paulus

In 625 veroverde koning Khusro II van de Sassaniden de stad Zela en omstreken. Het bisdom geraakte onder dit Perzisch bestuur langzaam in verval, tezamen met de achteruitgang van de stad.

## Titulair bisdom
Sinds de 19e eeuw kent de Rooms-Katholieke Kerk de titel van bisschop van Zela toe aan prelaten. Zo ontving Lefevere, hulpbisschop en administrator van het bisdom Detroit in de Verenigde Staten, van paus Gregorius XVI de titel van bisschop van Zela.